# Macroglenes nigroclypeatus
Macroglenes nigroclypeatus är en stekelart som beskrevs av Amerling och Kirchner 1860. Macroglenes nigroclypeatus ingår i släktet Macroglenes och familjen puppglanssteklar. Inga underarter finns listade i Catalogue of Life.